# 北燕行政區劃
北燕始於馮跋即位，其政區設置與前後燕在東北方的經營活動聯繫緊密。州的設置方面，軍事意義要遠大於其在處理民政上的意義，換言之，這只是當時地方行政機構軍鎮化的直接體現。郡的設置情況來看，實質上也軍鎮化了，但在名稱與地理分佈上，北燕與慕容燕之間陳陳相因，並無大的變動。
北燕所設州郡，根據史料統計，如下：
- 六州

1. 平州，鎮和龍。《晉書》卷十四《地理志上》平州云：「平州初置，以慕容廆為刺史，遂屬永嘉之亂，廆為眾所推。及其孫儁移都于薊。其後慕容垂子寶又遷於和龍。」
2. 幽州，鎮肥如。《晉書》卷十四《地理志上》平州云：「……慕容熙以幽州刺史鎮令支，青州刺史鎮新城，并州刺史鎮凡城，營州刺史鎮宿軍，冀州刺史鎮肥如。高雲以幽、冀二州牧鎮肥如，并州刺史鎮白狼。」
3. 青州，鎮新城。同上。
4. 并州，鎮白狼。同上。
5. 營州，鎮宿軍。同上。
6. 冀州，鎮肥如。同上。

- 十一郡

1. 昌黎尹，治龍城。《晉書》卷一百二十五《馮跋載記》：「昌黎尹孫伯仁……等俱有才力，以驍勇聞。」
2. 遼東郡，治固都城，北燕僑置，在遼水之西昌黎尹附近。《晉書》卷一百二十五《馮跋載記》：「署……務銀提為上大將軍、遼東太守。」
3. 石城郡。《魏書》卷四《世祖紀上》：「〔馮〕文通石城太守李崇、建德太守王融十餘郡來降，發其民三萬人穿圍塹以守之。」
4. 建德郡，同上，治白狼城。
5. 帶方郡，前燕僑置，在遼水之西昌黎尹附近。《魏書》卷四《世祖紀上》：「詔平東將軍賀多羅攻文通帶方太守慕容玄于猴固……。」
6. 冀陽郡。《魏書》卷四《世祖紀上》：「詔平東將軍賀多羅攻文通帶方太守慕容玄于猴固，撫軍大將軍、永昌王健攻建德，驃騎大將軍、樂平王丕攻冀陽，皆拔之。」
7. 營丘郡。《魏書》卷四《世祖紀上》：「九月乙卯，車駕西還。徙營丘、成周、遼東、樂浪、帶方、玄菟六郡民三萬家於幽州，開倉以賑之。」
8. 成周郡，同上。在遼水之西昌黎尹附近。
9. 樂浪郡，同上。慕容廆僑置，在遼水之西昌黎尹附近。
10. 玄菟郡，同上。北燕僑置，在遼水之西昌黎尹附近。
11. 遼西郡。《魏書》卷四《世祖紀上》：「十有二月己丑，馮文通長樂公崇及其母弟朗、朗弟邈，以遼西內屬。文通遣將封羽圍遼西。」
12. 另外洪亮吉認為北平郡應列為北燕屬郡，但只能作為參考，不可盡信。

北燕立郡數，史料之間似乎有歧異。《魏書》卷九十七《海夷馮跋傳馮文通附傳》：延和元年十二月，馮文通予馮崇以遼西降魏。次年，「世祖遣兼鴻臚李繼持節拜崇假節、侍中、都督幽、平二州東夷諸軍事、車騎大將軍、領護東夷校尉、幽、平二州牧，封遼西王，錄其國尚書事，食遼西十郡。」此條史料說明：一、北燕的領土主要還是在遼水以西；二、北燕領有郡數似乎為十，與我們前面所列相差一郡。這可能是因為北魏此前也設有遼西郡（治令支），北魏封馮崇之遼西十郡，列有昌黎郡而不包括遼西郡的緣故。北燕其實仍舊是十一郡。